# Anh Bằng
Anh Bằng (5 tháng 5 năm 1926 – 12 tháng 11 năm 2015) là một nhạc sĩ tiêu biểu của dòng nhạc vàng lẫn nhạc hải ngoại. Ông là thành viên nhóm Lê Minh Bằng và là người sáng lập nên Trung tâm Asia.

## Cuộc đời

### 1953: Khổ nạn ở miền Bắc
Anh Bằng tên thật là Trần An Bường, sinh ngày 5 tháng 5 năm 1926 tại thị tứ Điền Hộ, nay thuộc xã Nga Điền, huyện Nga Sơn, tỉnh Thanh Hóa trong một gia đình theo Công giáo với tên thánh là Giuse. Năm 1935, ông xa gia đình để học Tiểu chủng viện Ba Làng tại huyện Tĩnh Gia, thuộc tỉnh Thanh Hóa, sau đó ông lại tiếp tục theo học trung học ở Hà Nội.
Năm 1953, người anh của ông là đại úy Trần An Lạc làm chỉ huy trưởng lực lượng tự vệ Giáo khu tự trị Bùi Chu - Phát Diệm của Đức cha Tađêô Lê Hữu Từ. Vì muốn bắt Trần An Lạc, Việt Minh đã bắt giam 3 người em ruột của Trần An Lạc là nhạc sĩ Trần Văn Mão, ông Trần Tấn Mùi cùng cậu em út Trần An Bường ở trại Lý Bá Sơ, đồng thời dọa sẽ tử hình nếu Trần An Lạc không chịu ra hàng. 3 người em được thả sau khi Việt Minh thủ tiêu được Trần An Lạc. Vì lẽ đó, gia đình Anh Bằng di cư vào Nam năm 1954, rồi định cư ở khu Bà Chiểu, Sài Gòn.

### 1957-1962: Nhập ngũ và viết kịch
Năm 1957, ông nhập ngũ vào ngành Công binh Việt Nam Cộng hòa. Thời gian tại ngũ, ông là người viết kịch kiêm diễn viên trong ban kịch Liên đoàn Công binh lưu diễn từ Quảng Trị vào Bình Định. Một số vở kịch do ông soạn là Hoa Tàn Trên Đất Địch, Lẽ Sống và Nát Tan. Nhờ sáng tác vở kịch Đứa Con Nuôi đoạt Giải Văn học Nghệ thuật Toàn quốc, ông được điều, động sang phục vụ trong Đại đội 2 Văn nghệ thuộc Tiểu đoàn Chiến tranh Tâm lý thời Đệ Nhất Cộng hòa cho đến năm 1962 thì giải ngũ.
Thời gian này, ông đã có các sáng tác đầu tiên như “Tiếc thầm” (cổ động đi quân dịch), "Nếu vắng anh" (phổ từ bài thơ Cần thiết của Nguyên Sa), “Đôi bóng”, “Lẻ bóng”... Riêng cho ban kích động nhạc AVT, ông có hai bài “Tập lái Vespa”, “Đánh cờ” dưới bút danh Trần Tân Thanh.

### 1966-1975: Thành danh với nhóm Lê Minh Bằng
Năm 1966, ông cùng Lê Dinh, Minh Kỳ thành lập nhóm Lê Minh Bằng với các hoạt động chính:
- Mở lớp nhạc Lê Minh Bằng ở tại số 102/8 đường Hai Bà Trưng, Tân Định. Cả ba thay phiên nhau giảng dạy về lý thuyết (nhạc lý, ký âm pháp) và thực hành luyện giọng, xướng âm. Có khoảng một trăm học viên nam nữ theo học, đào tạo được những ca sĩ nổi tiếng như Trang Mỹ Dung, Kim Loan, Trúc Mai, Giáng Thu,...
- Thành lập ban nhạc Sóng Mới chuyên trình diễn trên Đài Phát thanh Sài Gòn.
- Cố vấn cho ông Nguyễn Tất Oanh - giám đốc hãng dĩa hát Asia và nhà xuất bản Sóng Nhạc ở số 37 đường Phạm Ngũ Lão, trong việc lựa chọn bài hát và ca sĩ để thu thanh vào dĩa nhựa và ấn hành các bản nhạc rời để tung ra thị trường.
- Phụ trách tổ chức chương trình tuyển lựa ca sĩ được tổ chức hàng tuần ở rạp hát Quốc Thanh, do Đài Phát thanh Sài Gòn thực hiện và được trực tiếp truyền thanh trên toàn quốc vào mỗi sáng Chủ nhật. Cuộc thi đã lựa chọn được những ca sĩ tên tuổi thắng giải như Tùng Lâm, Tăng Hồng (Duy Khánh), Hùng Cường, Vân Hùng, Hoàng Yến, Bích Thủy... Xen kẽ chương trình thi là các màn phụ diễn văn nghệ của các nghệ sĩ chuyên nghiệp của nhóm Lê Minh Bằng và vài nhóm khác.

Ông cũng kinh doanh 2 quán cà phê Làng Văn nổi tiếng một thời ở Sài Gòn, đồng thời còn làm chủ một công ty nho nhỏ với vài chiếc xe đò lớn, chạy đường Sài Gòn – Đà Lạt do người em đồng hao hùn hạp và trông coi.

### 1975-2015: Định cư ở Hoa Kỳ

#### Những năm đầu
Sáng ngày 28 tháng 4 năm 1975, ông cùng 2 cậu con trai và cô con gái nhỏ di tản bằng máy bay sang thủ đô Manila, Philippines, rồi sau đó chuyển sang trại Pendleton ở đảo Guam. Gia đình Anh Bằng được Hội thánh Tin lành tiểu bang Connecticut bảo trợ, rồi lại được một gia đình người Mỹ, ông bà Tom Mullaney, phi công dân sự của hãng Western Airline bảo trợ đưa về sinh sống tại thị trấn Tacoma, Washington. Sau một năm sống với gia đình Tom Mullaney, Anh Bằng đưa gia đình về tiểu bang California để lập nghiệp.

#### 1981-1990: Trung tâm Dạ Lan & Trung tâm Asia
Sau khi đã ổn định kinh tế, ông bắt tay vào sáng tác nhạc và thành lập trung tâm băng nhạc lấy tên Lê Minh Bằng. Sản xuất, phát hành được bốn cuốn, ông đổi tên thành Trung tâm Dạ Lan. Dạ Lan sản xuất và phát hành băng nhạc thứ nhất chủ đề “Như Một Nụ Hồng” rất thành công, giúp ông đủ vốn để mở một phòng thâu thanh lớn hơn, thay thế cho phòng thâu nhỏ ở trong nhà để xe. Ông nhường lại Trung tâm Dạ Lan cho người cháu ruột Trần Thăng (giám đốc Trung tâm Mây) làm chủ, rồi sáng lập nên Trung tâm Asia vào năm 1988. Vào năm 1988, nhạc sĩ Anh Bằng, Trầm Tử Thiêng và Nhật Ngân thành lập nhóm Tinh Hoa.
Năm 1992, sau khi tự tay vẽ kiểu, mua một dàn máy thâu thanh tối tân không thua kém những phòng thâu hiện đại nhất của Hollywood rồi khánh thành phòng thâu mới cho Trung tâm Asia, ông trao lại việc quản lý cho con gái là Thy Vân. Đúng lúc đó, nhạc sĩ Trúc Hồ mới đến Hoa Kỳ, chưa có công việc nên Thy Vân đã mời vợ chồng nhạc sĩ Trúc Hồ và Diệu Quyên về hợp tác. Dưới sự hợp tác khéo léo của Thy Vân, Trúc Hồ và Diệu Quyên, Trung tâm Asia đã trở thành một trong những trung tâm ca nhạc lớn nhất của cộng đồng người Việt tại hải ngoại.
Từ đó cho đến lúc qua đời, dù thính giác bị suy giảm nặng, ông vẫn sáng tác nhiều ca khúc phổ thơ đặc sắc, đáng kể có “Anh còn nợ em”, “Anh cứ hẹn”, “Chuyện giàn thiên lý”, “Chuyện hoa sim”, “Khúc thụy du”... Ngoài ra, ông còn viết lời Việt cho khoảng mười bài hát mà nổi tiếng là bài Người tình mùa đông đã đưa tiếng hát Như Quỳnh lên đỉnh cao trong làng ca nhạc hải ngoại.

#### 2015: Qua đời
Sau 8 năm chống chọi với căn bệnh ung thư gan, mặc dù đã chữa khỏi nhưng chứng bệnh lại tái phát, ông mất ngày 12 tháng 11 năm 2015 tại tư gia ở quận Cam, California, Hoa Kỳ.

## Gia đình
Anh Bằng có nhiều người con như Dân, Việt, Nam, Thy Vân, Trần An Thanh, Trần Ngọc Sơn (tác giả ca khúc “Hạnh phúc lang thang”).

## Vinh danh
Trung tâm Asia đã thực hiện nhiều chương trình để vinh danh ông, như:
- Asia 15: Tình ca Anh Bằng (1997)
- Asia 52: Huyền thoại Lê Minh Bằng (2006)
- Asia 62: Anh Bằng - Một đời cho âm nhạc (2009)
- Asia Golden 1: Anh Bằng – Dòng nhạc lưu vong (2011)
- Asia 77: Dòng nhạc Anh Bằng, Lam Phương (2015)

Năm 2009, Văn Đàn Đồng Tâm Houston xuất bản quyển sách Kỷ Niệm về NS Anh Bằng – Dòng Nhạc Trong Lòng Dân Tộc.